# Orreholm
Orreholm var ett svenskt friherreskap i Västergötland. Det gavs till Jakob Spens den 28 april 1628 och skulle enligt donationsbrevet omfatta Orreholms gård samt 13 hemman i Kälvene, 19 i Hångsdala, 25 ¹/₂ i Skörstorp och 11 hemman samt 8 torp i Valstad, allt i Vartofta härad. Det visade sig dock att vissa av dessa hemman redan var givna till bland annat greve Brahe och några disponerades som prästernas stommar (lönehemman tilldelade utöver prästbostället). Spens fick därför som ersättning 27 januari 1629 15 halva hemman i Falekvarna och 2 halva i Karleby socknar samt en kvarn i Sandhems socken. Friherreskapet bestod därefter av 67 ¹/₂ mantal, Orreholms gård samt en kvarn.
Friherreskapet innehades av Jakob Spens fram till dennes död 1632. Det ärvdes av hans son Wilhelm Spens. Wilhelm dog barnlös 1647 varvid hans yngre bror Axel övertog länet. Axel innehade länet till sin död 1656. Därefter övertogs det av dennes son Jakob Spens, till en början med Axels änka Sofia Rytter som förmyndare för sonen Jakob. Friherreskapet indrogs genom 1680 års reduktion.